# Åsen Station
Åsen Station (Åsen stasjon) er en jernbanestation på Nordlandsbanen, der ligger i bygden Åsen i Levanger kommune i Norge. Stationen består af tre spor, to perroner, et læskur og en tidligere stationsbygning i træ.
Stationen åbnede 29. oktober 1902, da banen blev forlænget fra Stjørdal til Levanger. Oprindeligt hed den Aasen, men den skiftede navn til Åsen i april 1921. Den blev fjernstyret 9. januar 1977 og gjort ubemandet 6. juli 1992.
Den første stationsbygning blev opført i 1902 efter tegninger af Paul Due men brændte 28. december 1942. Den nuværende stationsbygning blev opført i 1944 efter tegninger af NSB Arkitektkontor.